# كريستيان هولم
كريستيان هولم (بالنرويجية البوكمول: Christian Holm)‏ هو سياسي نرويجي، ولد في 26 يناير 1783، وتوفي في 1855. انتخب عضو برلمان النرويج ‏.